# Воїнова Валентина Іванівна
Валентина Іванівна Воїнова-Папіташвілі (нар. 30 червня 1938, Саратов, Російська РФСР — пом. 1 липня 2014, Тбілісі, Грузія) — радянська і грузинська театральна актриса, заслужена артистка Грузинської РСР.

## Біографія
Валентина Воїнова народилася 30 червня 1938 року в Саратові в сім'ї донських козаків. Її дід був розстріляний, батько загинув на фронті в 1943 році. У 1956—1960 роках навчалася в Саратовському театральному училищі (педагог Юрій Кисельов), одночасно грала в Саратовському ТЮГу. Весь її курс залишили в Саратовському ТЮГу, однак Воїнова вирішила зінити театр.
Після закінчення училища її запросив головний режисер Севастопольського російського драматичного театру імені А. В. Луначарського Борис Олександрович Рябікін. У Севастопольському театрі Воїнова грала близько року. В цей час в Криму йшли зйомки фільму «Людина-амфібія», в якому в ролі Бальтазара знімався грузинський актор Анатолій Сміранін. Він запросив Воїнову до Тбіліського російського театру.
З 1961 року Валентина Воїнова працювала в Тбіліському російському драматичному театрі ім. О. С. Грибоєдова, де грала 53 роки (в останні роки хворіла й на сцені не з'являлася).
Померла Валентина Воїнова 1 липня 2014 року після тривалої хвороби.

### Родина
- Чоловік — Отар Папіташвілі, директор театру; прожили в шлюбі 17 років.
- Дочка — Кетіно (від попереднього шлюбу), філолог, педагог, журналіст.

## Нагороди та премії
- Заслужена артистка Грузинської РСР.

## Роботи в театрі

### Саратовський ТЮГ
- 1956 — «Чудесний сплав» В. М. Киршона — Тоня
- 1956 — «Горя боятися — щастя не бачити» С. Маршака — Амельфа Іванівна
- 1957 — «Вороги» М. Горького — працівниця
- 1958 — «Заводські хлопці» І. С. Шура — працівниця
- 1959 — «Два кольори» І. К. Кузнєцова — працівниця
- 1959 — «Трихвилинну розмову» В. І. Левидової — Катя

### Севастопольський російський театр ім. А.В.Луначарського
- «Влада темряви» Л. М. Толстого — Марина
- «Королівський цирульник» А. В. Луначарського (постановка Бориса Рябікіна) — божевільна сестра Доротея

### Тбіліський російський театр імені О.С.Грибоєдова
- «Злочин і покарання» Ф. Достоєвського (реж. С. Челідзе) — Дуня
- «Старий дурень» К. Фінна (реж. К. Сурмава) — Оленка
- «Іванов» (реж. Р. Лордкіпанідзе) — Бабакіна
- «Гніздо глухаря» Ст. Розова (реж. Р. Черкезишвили) — Віра Василівна
- «Дім Бернарди Альби» Р. Лорки (реж. К. Сурмава) — Понсия
- «Утішитель вдів» Б. Рандоне і Д. Маротта (реж. Р. Жорданія) — Філумена
- «Східна трибуна» А. Галина (реж. Л. Джаші) — Подрезова
- «Будьте здорові» П. Шено (реж. Л. Джаші) — Луїза
- «Самогубець» Н. Ердмана (реж. Д. Мгебришвили) — Серафима Іллівна
- «Тартюф» Ж.-Б. Мольєра (реж. А. Джакелі) — Доріна
- «Russian блюз»: «Людочка» В. Астаф'єва (інсценізація творів російських письменників і режисура А. Варсимашвілі) — мати Людочки
- «Життя прекрасне»: «Беззахисна істота» (інсценізація творів А. Чехова та режисура А. Варсимашвілі) — пані Щукіна
- «Ханума» А. Цагарелі, Р. Канчелі (реж. А. Варсимашвілі) — Ануш
- «Принцеса і свинопас» (реж. А. Єнукідзе) — Королева
- «Майстер і Маргарита» М. Булгакова (реж. А. Варсимашвілі) — Аннушка
- «Чиполліно» Дж. Родарі (реж. Р. Тодадзе) — графиня Вишня